# 長蛇座ψ
長蛇座ψ，又名BD-22 3515，HD 114149、SAO 181410、HR 4958，是長蛇座的一颗恒星，视星等为4.95，位于銀經308.19，銀緯39.57，其B1900.0坐标为赤經13h 3m 40s，赤緯-22° 39.57′ 0″。